# Ghế massage

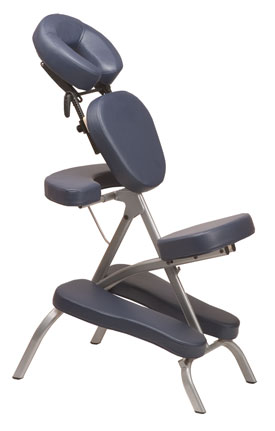
Ghế massage cổ điển

Ghế massage là thiết bị giúp thực hiện việc xoa bóp bấm huyệt trở nên dễ dàng hơn. Có 2 loại ghế massage gồm: ghế masage cổ điển và ghế massage robot. Ghế massage cổ điển cho phép kỹ thuật viên massage dễ dàng thực hiện các động tác xoa bớp ở đầu, vai và lưng của người nhận massage. Trong khi ghế massage robot sử dụng tác động vật lý để tác động lên cơ thể bằng các bộ phận con lăn và túi khí trên ghế.

## Lịch sử
Chiếc ghế massage robot đầu tiên được thiết kế và chế tạo vào năm 1954 bởi người đàn ông tên Nobuo Fujimoto. Dù đã phải trải qua rất nhiều lần thất bại nhưng ông đã tạo ra được chiếc ghế massage đầu tiên từ những vật liệu phế bỏ.

## Phân loại

### Ghế massage cổ điển
Ghế massage cổ điển là loại ghế được dùng cho quá trình trị liệu xoa bóp bấm huyệt. Loại ghế này giúp người thợ masage dễ dàng thực hiện các thao tác đấm bóp vào phần lưng, vai, gáy. Nó khá phổ biến ở các nước phương Tây và không được dùng nhiều ở Việt Nam.

### Ghế massage robot
Ghế massage robot (thường được gọi là ghế mát xa) sử dụng động cơ điện và túi khí để mô phỏng quá trình xoa bóp. Lịch sử ra đời từ Nhật Bản nên chúng thường được kế thừa từ y học cổ truyền của Nhật với các bài massage Shiatsu.
Ngày nay, các sản phẩm ghế massage được tích hợp nhiều thứ hơn như: con lăn di chuyển, túi khí, nhiệt hồng ngoại... để mô phỏng các bài massage khác nhau giúp các hãng tạo ra sự khác biệt về sản phẩm.